# Jaume Capdevila
Kap (Jaume Capdevila) nasceu em 1974 em Berga, Barcelona, Espanha. É cartunista e caricaturista em alguns jornais de Barcelona: La Vanguardia, El Mundo Deportivo, entre outros. Ele também desenha para sites, como El último mono Garabatolandia, e Kapdigital.
Ele obteve o título de Bacharel em Belas Artes na Universidade de Barcelona. Publicou vários livros com as suas obras e caricaturas políticas e, em 2009, foi agraciado com o Prémio Internacional Gat Perich de Humor.
Já expôs as suas obras em Barcelona, Berga, Manresa, Figueres, Tarragona, Lleida, Saragoça, Madrid, Valência, Porto, Lisboa, Paris e no México.
Capdevila é autor e coautor de muitas obras sobre a história do cartoon espanhol, da caricatura e de muitos assuntos relacionados com o humor gráfico. Ele foi um biógrafo de cartunistas catalães como Bagaria e Tísner. Ele escreveu também sobre o estado da sátira catalã na mídia espanhola sobre a banda desenhada Tebeosfera.